# Старинная груша на Карнаватке
Старинная груша на Карнаватке — ботанический памятник природы местного значения в Центрально-Городском районе Кривого Рога.

## История
Объявлена объектом природно-заповедного фонда решением исполкома Днепропетровского областного совета от 22 сентября 2010 года № 784-27/V по инициативе местного краеведа В. Манюка и Киевского эколого-культурного центра.

## Характериситика
Площадь памятника составляет 0,015 га. Высота дерева — 13 м, обхват ствола — 3,80 м, диаметр кроны — 15 м. Возраст около 300 лет.
Расположена в историческом районе Карнаватка Центрально-Городского района во дворе Николая Харламповича Кучмы по улице Шмидта № 13.
Дерево находится в ведении ПОГ «Криворожское учебно-производственное предприятие Украинского общества слепых».